# منطقه مغزی پرندگان (اچ‌وی‌سی)

HVC در زمینه مسیر یادگیری آهنگ در پرندگان.

منطقه مغزی پرندگان یا اچ‌وی‌سی (HVC) (که در گذشته hyperstriatum ventrale, pars caudalis (HVc) و مرکز آوایی بالا نامیده می‌شد)، هسته‌ای در مغز پرندگان آوازخوان (راسته گنجشک‌سانان) است که هم برای یادگیری و هم برای تولید آواز پرندگان ضروری است. این در نیدوپالیوم دمی کناری قرار دارد و دارای برجستگی‌هایی به مسیر مستقیم و جلویی پیش‌مغز است.
قابل توجه است که هر دو راستهٔ دیگر پرندگانی که آواز را یادمی‌گیرند، مرغ‌های مگس و طوطی‌ها، نیز ساختارهایی شبیه به HVC دارند. از آنجایی که اعتقاد بر این است که هر سه این گروه به‌طور مستقل توانایی یادگیری آهنگ را به دست آورده‌اند، باور بر این است که دیگر ساختارهای HVC مانند نمونه‌هایی از هموپلاسی هستند.

## نام
اچ‌وی‌سی در ابتدا hyperstriatum ventrale, pars caudalis (HVc) نامیده می‌شد. سپس نوروآناتومی نشان داد که این نام نادرست است، با این حال، بسیاری از پژوهشگران به دلیل کارکرد مهم آن در یادگیری صدا، از آن به عنوان مرکز آوایی بالا (high vocal center) یاد کردند. هنگامی که نام‌گذاری مغز پرندگان به‌طور رسمی در سال ۲۰۰۴ مورد بازنگری قرار گرفت، این نام‌ها به منظور اصلاح نادرستی‌های تاریخی به‌طور رسمی حذف شدند. از آنجایی که «راه‌حل آسانی برای تصحیح خطای نام‌گذاری اصلی برای این ساختار وجود ندارد»، HVC به عنوان نام رسمی منطقه ایجاد شد و دیگر مخفف چیزی نیست.